# Johann Jakob Wick
Johann Jakob Wick, né en 1522 à Zurich, et mort 14 août 1588, est un ecclésiastique protestant zurichois.

## Biographie
Johann Jakob Wick naît en 1522 à Zurich.
Wick vit dans la Zürich de Heinrich Bullinger, le successeur de Huldrych Zwingli. Il étudie la théologie à Tübingen, et est pasteur de Witikon, à l'hôpital de la ville et la Predigerkirche. Par la suite, il fut chanoine et deuxième archidiacre au Grossmünster. Wick est le collecteur de la Wickiana.